# Torneo Clausura 2017 (Perú)
El Torneo Clausura fue el tercero de los tres torneos cortos que formó parte del Campeonato Descentralizado 2017. Empezó el 17 de agosto y terminó el 3 de diciembre.

## Formato
Los dieciséis equipos jugarán entre sí mediante sistema de todos contra todos una vez totalizando quince partidos cada uno. Al término de las quince fechas el primer equipo se proclamará campeón. Los partidos se jugarán en localía invertida con rescpecto al Torneo Apertura.
Los puntos obtenidos en el Torneo Apertura no se mantendrán en el Clausura, por lo que todos los clubes empezarán con cero puntos.
El campeón obtendrá un cupo para fase de grupos de la Copa Libertadores 2018 y se clasificará para jugar la Final contra el campeón del Torneo Apertura.

## Equipos participantes
En el torneo participaran 16 equipos: los catorce primeros del Campeonato Descentralizado 2016 más el campeón de la Segunda División 2016 y el campeón de la Copa Perú 2016.

### Ascensos y descensos
Defensor La Bocana y Universidad César Vallejo descendieron la temporada pasada y serán reemplazados por Academia Cantolao y Sport Rosario. Academia Cantolao ascendió luego de que la Comisión de Justicia de la F. P. F. resolviera declararlo campeón luego de una polémica desatada tras la final de la Segunda División 2016. Sport Rosario ascendió luego de ganar la Copa Perú 2016. Ambos equipos ascendidos jugarán por primera vez en Primera División.
| Pos. | Ascendido de Segunda División 2016 |
| ---- | ---------------------------------- |
| 1    | Academia Cantolao                  |
| Pos. | Ascendido de Copa Perú 2016        |
| 1    | Sport Rosario                      |

| Pos. | Descendidos de Descentralizado 2016 |
| ---- | ----------------------------------- |
| 15   | Universidad César Vallejo           |
| 16   | Defensor La Bocana                  |

### Datos de los clubes
| Equipo                    | Ciudad          | Entrenador         | Estadio                   | Capacidad | Proveedor | Auspiciador     |
| ------------------------- | --------------- | ------------------ | ------------------------- | --------- | --------- | --------------- |
| Academia Cantolao         | Callao          | Carlos Silvestri   | Miguel Grau               | 17 000    | Real      |                 |
| Alianza Atlético          | Sullana         | Walter Aristizábal | Melanio Coloma            | 4 000     | Walon     | Caja Sullana    |
| Alianza Lima              | Lima            | Pablo Bengoechea   | Alejandro Villanueva      | 35 000    | Nike      |                 |
| Ayacucho                  | Ayacucho        | Carlos Leeb        | Ciudad de Cumaná          | 15 000    | Real      | New Athletic    |
| Comerciantes Unidos       | Cutervo         | Jorge Espejo       | Juan Maldonado Gamarra    | 8 000     | Loma's    |                 |
| Deportivo Municipal       | Lima            | Gerardo Ameli      | Iván Elías Moreno         | 10 000    | Marathon  |                 |
| Juan Aurich               | Chiclayo        | Julio Uribe        | Francisco Mendoza Pizarro | 5 000     | Joma      | Apuesta Total   |
| Melgar                    | Arequipa        | Enrique Meza       | Mariano Melgar            | 15 000    | Walon     | Caja Arequipa   |
| Real Garcilaso            | Cusco           | Marcelo Grioni     | Garcilaso de la Vega      | 42 000    | Walon     | I-Cax           |
| Sport Huancayo            | Huancayo        | Rolando Chilavert  | Huancayo                  | 20 000    | Walon     | Caja Huancayo   |
| Sport Rosario             | Huaraz          | Gustavo Onaindia   | Rosas Pampa               | 20 000    | Palant    | Argenper        |
| Sporting Cristal          | Lima            | Pablo Zegarra      | Alberto Gallardo          | 15 000    | Adidas    | Cerveza Cristal |
| Unión Comercio            | Nueva Cajamarca | Javier Arce        | IPD de Nueva Cajamarca    | 12 000    | Convert   |                 |
| Universidad San Martín    | Lima            | Orlando Lavalle    | Alberto Gallardo          | 15 000    | Umbro     | USMP            |
| Universidad Técnica       | Cajamarca       | Franco Navarro     | Héroes de San Ramón       | 13 000    | Real      |                 |
| Universitario de Deportes | Lima            | Pedro Troglio      | Monumental                | 80.093    | Umbro     | Anypsa          |

### Cambios de entrenadores
A continuación se muestra los cambios de entrenadores durante la temporada.
| Equipo              | Entrenador saliente    | Jornada | Posición | Fecha            | Entrenador entrante | Jornada | Fecha            |
| ------------------- | ---------------------- | ------- | -------- | ---------------- | ------------------- | ------- | ---------------- |
| Ayacucho            | Francisco Melgar       | 1       | 16       | 24 de agosto     | Carlos Leeb         | 2       | 25 de agosto     |
| Comerciantes Unidos | Agapito Rodríguez      | 1       | 1        | 21 de agosto     | Jorge Espejo        | 2       | 26 de agosto     |
| Unión Comercio      | Carlos Silva           | 2       | 16       | 10 de septiembre | Javier Arce         | 3       | 13 de septiembre |
| Juan Aurich         | Christian Lovrincevich | 5       | 16       | 24 de septiembre | Julio Uribe         | 7       | 26 de septiembre |
| FBC Melgar          | Juan Reynoso           | 7       | 4        | 1 de octubre     | Enrique Meza        | 8       | 2 de octubre     |

### Jugadores extranjeros
Cada equipo podrá incluir dentro de su lista de jugadores un máximo de cuatro extranjeros; de los cuales solo podrán actuar de manera simultánea tres.
| Equipo                    | Jugador 1         | Jugador 2           | Jugador 3         | Jugador 4            | Jugador 5          |
| ------------------------- | ----------------- | ------------------- | ----------------- | -------------------- | ------------------ |
| Academia Cantolao         | Federico Nicosia  | Franco Thomas       | Leandro Martín    | Fabián González      | Jefferson Collazos |
| Alianza Atlético          | Matías Giammalva  | Jhon Méndez         | Jonathan Palacios | Víctor Zapata        |                    |
| Alianza Lima              | Germán Pacheco    | Lionard Pajoy       | Gabriel Leyes     | Gonzalo Godoy        | Luis Aguiar        |
| Ayacucho                  | Juan Leroyer      | Marcos Pirchio      | Mario Villasantti | Sixto Ramírez        |                    |
| Comerciantes Unidos       | Jefferson Viveros | Carlos Pérez        | Jeremías Bogado   |                      |                    |
| Deportivo Municipal       | Pablo Lavandeira  | Luis Calderón       | Freddy Álvarez    | Masakatsu Sawa       |                    |
| Juan Aurich               | Milton Céliz      | Ricardo Buitrago    | Enzo Borges       |                      |                    |
| Melgar                    | Dahwling Leudo    | Omar Fernández      | William Palacios  | Jean Barrientos      |                    |
| Real Garcilaso            | Alfredo Ramúa     | Danilo Carando      | Emiliano Ciucci   | Lampros Kontogiannis |                    |
| Sport Huancayo            | Carlos Preciado   | Blas López          | Carlos Neumann    | Gustavo Villamayor   |                    |
| Sporting Cristal          | Emanuel Herrera   | Horacio Calcaterra  | Christian Ortiz   | Mauricio Viana       | Gabriel Costa      |
| Sport Rosario             | Carlos Beltrán    | José Miguel Andrade | Gustavo Alles     | Darwín Ramírez       |                    |
| Unión Comercio            | Matías Jaime      | Erick Mendes        | César Mena        |                      |                    |
| Universidad San Martín    | Ramiro Cáseres    | Ramiro Ríos         | Raymond Fosso     | Jairo Vélez          |                    |
| Universidad Técnica       | Gonzalo Baglivo   | Jonathan Segura     | Mynor Escoe       | Maximiliano Callorda |                    |
| Universitario de Deportes | Diego Manicero    | Alberto Quintero    | Luis Tejada       | Diego Guastavino     | Arquímedes Figuera |

### Distribución geográfica

#### Equipos por región
| Región             | Número | Equipos                   |
| ------------------ | ------ | ------------------------- |
| Lima Metropolitana | 5      | Alianza Lima              |
| Lima Metropolitana | 5      | Deportivo Municipal       |
| Lima Metropolitana | 5      | Sporting Cristal          |
| Lima Metropolitana | 5      | Universidad San Martín    |
| Lima Metropolitana | 5      | Universitario de Deportes |
| Cajamarca          | 2      | Comerciantes Unidos       |
| Cajamarca          | 2      | UTC                       |
| Callao             | 1      | Academia Cantolao         |
| Ancash             | 1      | Sport Rosario             |
| Arequipa           | 1      | Melgar                    |
| Ayacucho           | 1      | Ayacucho                  |
| Cusco              | 1      | Real Garcilaso            |
| Junín              | 1      | Sport Huancayo            |
| Lambayeque         | 1      | Juan Aurich               |
| Piura              | 1      | Alianza Atlético          |
| San Martín         | 1      | Unión Comercio            |

## Tabla de posiciones
Para el cálculo de la tabla de posiciones se asignarán tres puntos por cada victoria, uno por cada empate y cero en caso de derrota. La posición en la tabla dependerá de la cantidad de puntos obtenidos, la diferencia entre los goles anotados y los goles recibidos, la cantidad de goles anotados y la cantidad de goles recibidos.
 Actualizado el 3 de diciembre de 2017.
| Pos. | Equipo                 | PJ | PG | PE | PP | GF | GC | DG  | Pts. | Clasificado a                                       |
| ---- | ---------------------- | -- | -- | -- | -- | -- | -- | --- | ---- | --------------------------------------------------- |
| 1    | Alianza Lima           | 15 | 11 | 1  | 3  | 23 | 15 | +8  | 34   | Final y fase de grupos de la Copa Libertadores 2018 |
| 2    | Real Garcilaso         | 15 | 10 | 2  | 3  | 29 | 15 | +14 | 32   |                                                     |
| 3    | Melgar                 | 15 | 9  | 4  | 2  | 30 | 12 | +18 | 31   |                                                     |
| 4    | Universitario          | 15 | 9  | 3  | 3  | 29 | 19 | +10 | 29   |                                                     |
| 5    | Deportivo Municipal    | 15 | 6  | 5  | 4  | 23 | 20 | +3  | 23   |                                                     |
| 6    | Sport Rosario          | 15 | 5  | 5  | 5  | 20 | 17 | +3  | 20   |                                                     |
| 7    | Sport Huancayo         | 15 | 5  | 5  | 5  | 22 | 22 | 0   | 20   |                                                     |
| 8    | UTC                    | 15 | 6  | 2  | 7  | 17 | 17 | 0   | 20   |                                                     |
| 9    | Sporting Cristal       | 15 | 5  | 3  | 7  | 27 | 24 | +3  | 18   |                                                     |
| 10   | Juan Aurich            | 15 | 5  | 2  | 8  | 22 | 28 | -6  | 17   |                                                     |
| 11   | Academia Cantolao.     | 15 | 4  | 6  | 5  | 13 | 22 | -9  | 17   |                                                     |
| 12   | Comerciantes Unidos    | 15 | 4  | 3  | 8  | 23 | 25 | -2  | 15   |                                                     |
| 13   | Ayacucho               | 15 | 3  | 5  | 7  | 18 | 26 | -8  | 14   |                                                     |
| 14   | Universidad San Martín | 15 | 4  | 2  | 9  | 20 | 29 | -9  | 14   |                                                     |
| 15   | Unión Comercio         | 15 | 3  | 4  | 8  | 15 | 22 | -7  | 13   |                                                     |
| 16   | Alianza Atlético       | 15 | 3  | 4  | 8  | 13 | 31 | -18 | 13   |                                                     |

1. ↑  Academia Cantolao: Al club Academia Cantolao se le restó 1 punto por el incumplimiento de la presentación de los documentos que acreditan la cancelación salarial del pantel .[cita requerida]

## Evolución de las clasificaciones
En esta sección se muestra la posición ocupada por cada uno de los dieciséis equipos al término de cada jornada. Los colores son los mismos utilizados en la tabla de posiciones y hacen referencia a la clasificación en una determina jornada.
| Jornada                | 1  | 2  | 3  | 4  | 5  | 6  | 7  | 8  | 9  | 10 | 11 | 12 | 13 | 14 | 15 |
| Equipo                 |    |    |    |    |    |    |    |    |    |    |    |    |    |    |    |
| ---------------------- | -- | -- | -- | -- | -- | -- | -- | -- | -- | -- | -- | -- | -- | -- | -- |
| Alianza Lima           | 14 | 11 | 6  | 4  | 3  | 1  | 2  | 2  | 2  | 4  | 3  | 4  | 1  | 1  | 1  |
| Real Garcilaso         | 2  | 1  | 1  | 1  | 1  | 2  | 1  | 1  | 1  | 1  | 1  | 1  | 3  | 2  | 2  |
| Melgar                 | 4  | 9  | 13 | 7  | 5  | 5  | 5  | 6  | 3  | 2  | 2  | 2  | 2  | 4  | 3  |
| Universitario          | 5  | 8  | 4  | 2  | 4  | 4  | 7  | 5  | 4  | 3  | 4  | 3  | 4  | 3  | 4  |
| Deportivo Municipal    | 3  | 7  | 3  | 6  | 8  | 7  | 4  | 3  | 6  | 6  | 5  | 5  | 5  | 5  | 5  |
| Sport Rosario          | 15 | 13 | 11 | 10 | 10 | 14 | 11 | 10 | 11 | 11 | 10 | 10 | 10 | 7  | 6  |
| Sport Huancayo         | 7  | 5  | 2  | 5  | 6  | 6  | 6  | 7  | 7  | 7  | 7  | 7  | 6  | 6  | 7  |
| Universidad Técnica    | 6  | 2  | 5  | 3  | 2  | 3  | 3  | 4  | 5  | 5  | 6  | 6  | 7  | 8  | 8  |
| Sporting Cristal       | 11 | 12 | 8  | 8  | 9  | 11 | 13 | 13 | 12 | 13 | 11 | 12 | 8  | 10 | 9  |
| Academia Cantolao      | 8  | 4  | 9  | 9  | 12 | 13 | 15 | 15 | 13 | 12 | 13 | 16 | 13 | 13 | 10 |
| Juan Aurich            | 12 | 15 | 12 | 13 | 13 | 9  | 9  | 8  | 9  | 9  | 12 | 9  | 11 | 9  | 11 |
| Comerciantes Unidos    | 1  | 3  | 7  | 11 | 7  | 8  | 8  | 11 | 8  | 10 | 8  | 8  | 9  | 11 | 12 |
| Ayacucho               | 16 | 10 | 14 | 14 | 14 | 15 | 12 | 13 | 15 | 15 | 16 | 15 | 16 | 15 | 13 |
| Universidad San Martín | 13 | 16 | 16 | 16 | 16 | 16 | 16 | 16 | 14 | 14 | 15 | 14 | 12 | 12 | 14 |
| Unión Comercio         | 10 | 14 | 15 | 15 | 15 | 10 | 14 | 14 | 16 | 16 | 14 | 13 | 15 | 14 | 15 |
| Alianza Atlético       | 9  | 6  | 10 | 12 | 11 | 12 | 10 | 9  | 10 | 8  | 9  | 11 | 14 | 16 | 16 |

## Resultados
En las siguientes tablas se muestran los resultados a gran escala entre los participantes. Un recuadro de color rojo simboliza la victoria del equipo visitante —en la parte superior—, uno verde, la victoria del local —en la parte izquierda— y uno amarillo, un empate.
|                        | ACA | AAS | ALI | AYA | COU | MUN | AUR | MEL | RGA | HUA | SRO | CRI | UCO | USM | UTC | UNI |
| ---------------------- | --- | --- | --- | --- | --- | --- | --- | --- | --- | --- | --- | --- | --- | --- | --- | --- |
| Academia Cantolao      |     |     | 1–1 | 0–0 |     |     | 3–2 |     |     | 1–1 | 1–1 |     |     | 3–1 |     | –   |
| Alianza Atlético       | 0–0 |     |     | 0–2 | 3–2 | 1–1 |     |     | 3–2 |     | 1–4 |     |     |     |     | 0–2 |
| Alianza Lima           |     | 3–0 |     |     | –   | 1–0 |     | 2–1 |     |     |     | 2–1 | 1–0 |     | 2–0 | 1–0 |
| Ayacucho               |     |     | 1–2 |     |     | –   |     |     |     |     |     | 5–3 | 0–1 | 3–0 | 2–2 | 3–3 |
| Comerciantes Unidos    | 3–0 |     |     | 4–0 |     |     | 3–2 | 1-1 | 2–3 | 2–1 | 0–1 |     |     |     |     | 1–1 |
| Deportivo Municipal    | 2–0 |     |     |     | 1–0 |     | 2–1 | 1–1 | 0–0 |     | 3–0 | 3–2 |     |     |     | 3–5 |
| Juan Aurich            |     | 1–1 | 2–0 | 2–0 |     |     |     |     |     | 3–2 |     | –   | 2–1 | 0–0 | 1–2 |     |
| Melgar                 | 5–0 | 2–0 |     | 2–0 |     |     | 4–3 |     | 0–2 | –   | 2–2 |     |     |     |     | 2–0 |
| Real Garcilaso         | 1–0 |     | 4–1 | 2–0 |     |     | 5–1 |     |     | 0–1 | 2–1 |     |     | –   |     | 1–2 |
| Sport Huancayo         |     | 1–1 | 4–2 | –   |     | 3–0 |     |     |     |     |     | 2–1 | 1–1 | 2–3 | 2–0 |     |
| Sport Rosario          |     |     | 0–1 | 3–0 |     |     | –   |     |     | 1–1 |     |     | 0–0 | 1–1 | 2–1 |     |
| Sporting Cristal       | 3–0 | 4–0 |     |     | 2–2 |     |     | 1–2 | 0–0 |     | 2–1 |     | –   |     |     |     |
| Unión Comercio         | 2–2 | 1–2 |     |     | 3–1 | 2–2 |     | 0–2 | 1–2 |     |     |     |     |     | 1–0 |     |
| Universidad San Martín |     | 4–1 | 1–2 |     | 3–2 | 1–4 |     | 0–2 |     |     |     | 2–3 | 2–0 |     | 0–2 |     |
| Universidad Técnica    | 0–1 | –   |     |     | 2–0 | 2–0 |     | 0–0 | 2–3 |     |     | 1–0 |     |     |     |     |
| Universitario          |     |     |     |     |     |     | 2–0 |     |     | 2–0 | 2–1 | 2–2 | 3–2 | 2–1 | –   |     |

### Partidos
| Fecha 1                | Fecha 1   | Fecha 1           | Fecha 1                   | Fecha 1      | Fecha 1 | Fecha 1          |
| Local                  | Resultado | Visita            | Estadio                   | Fecha        | Hora    | TV               |
| ---------------------- | --------- | ----------------- | ------------------------- | ------------ | ------- | ---------------- |
| Alianza Atlético       | 0 – 0     | Academia Cantolao | Melanio Coloma            | 18 de agosto | 13:15   | Gol Perú         |
| Juan Aurich            | 1 – 2     | UTC               | Francisco Mendoza Pizarro | 18 de agosto | 15:30   | Gol Perú         |
| Universidad San Martín | 0 – 2     | Melgar            | Alberto Gallardo          | 19 de agosto | 12:30   | Gol Perú         |
| Deportivo Municipal    | 3 – 0     | Sport Rosario     | Iván Elías Moreno         | 19 de agosto | 15:00   | Gol Perú, Latina |
| Sport Huancayo         | 2 – 1     | Sporting Cristal  | Huancayo                  | 20 de agosto | 11:15   | Gol Perú         |
| Real Garcilaso         | 4 – 1     | Alianza Lima      | Garcilaso de la Vega      | 20 de agosto | 13:15   | Gol Perú         |
| Universitario          | 3 – 2     | Unión Comercio    | Miguel Grau               | 20 de agosto | 15:30   | Gol Perú, Latina |
| Comerciantes Unidos    | 4 – 0     | Ayacucho          | Juan Maldonado Gamarra    | 21 de agosto | 15:30   | Gol Perú         |

| Fecha 2           | Fecha 2   | Fecha 2                | Fecha 2              | Fecha 2          | Fecha 2 | Fecha 2          |
| Local             | Resultado | Visita                 | Estadio              | Fecha            | Hora    | TV               |
| ----------------- | --------- | ---------------------- | -------------------- | ---------------- | ------- | ---------------- |
| Academia Cantolao | 3 – 2     | Juan Aurich            | Miguel Grau          | 8 de septiembre  | 20:00   | Gol Perú         |
| Ayacucho          | 3 – 0     | Universidad San Martín | Ciudad de Cumaná     | 9 de septiembre  | 12:30   | Gol Perú         |
| UTC               | 2 – 0     | Deportivo Municipal    | Héroes de San Ramón  | 9 de septiembre  | 15:00   | Gol Perú, Latina |
| Sport Rosario     | 1 – 1     | Sport Huancayo         | Rosas Pampa          | 9 de septiembre  | 17:45   | Gol Perú         |
| Alianza Lima      | 1 – 0     | Universitario          | Alejandro Villanueva | 9 de septiembre  | 20:00   | Gol Perú         |
| Unión Comercio    | 1 – 2     | Alianza Atlético       | IPD Nueva Cajamarca  | 10 de septiembre | 11:15   | Gol Perú         |
| Melgar            | 0 – 2     | Real Garcilaso         | Mariano Melgar       | 10 de septiembre | 13:15   | Gol Perú         |
| Sporting Cristal  | 2 – 2     | Comerciantes Unidos    | Alberto Gallardo     | 10 de septiembre | 15:30   | Gol Perú, Latina |

| Fecha 3                | Fecha 3   | Fecha 3           | Fecha 3                   | Fecha 3          | Fecha 3 | Fecha 3  |
| Local                  | Resultado | Visita            | Estadio                   | Fecha            | Hora    | TV       |
| ---------------------- | --------- | ----------------- | ------------------------- | ---------------- | ------- | -------- |
| Real Garcilaso         | 2 – 0     | Ayacucho          | Garcilaso de la Vega      | 13 de septiembre | 11:00   | Gol Perú |
| Universidad San Martín | 2 – 3     | Sporting Cristal  | Alberto Gallardo          | 13 de septiembre | 13:15   | Gol Perú |
| Alianza Atlético       | 0 – 2     | Universitario     | Melanio Coloma            | 13 de septiembre | 15:30   | Gol Perú |
| Comerciantes Unidos    | 0 – 1     | Sport Rosario     | Juan Maldonado Gamarra    | 13 de septiembre | 15:30   | –        |
| Alianza Lima           | 2 – 1     | Melgar            | Alejandro Villanueva      | 13 de septiembre | 20:00   | Gol Perú |
| Sport Huancayo         | 2 – 0     | UTC               | Huancayo                  | 14 de septiembre | 11:00   | Gol Perú |
| Juan Aurich            | 2 – 1     | Unión Comercio    | Francisco Mendoza Pizarro | 14 de septiembre | 13:15   | Gol Perú |
| Deportivo Municipal    | 2 – 0     | Academia Cantolao | Iván Elías Moreno         | 14 de septiembre | 15:30   | Gol Perú |

| Fecha 4           | Fecha 4   | Fecha 4                | Fecha 4             | Fecha 4          | Fecha 4 | Fecha 4          |
| Local             | Resultado | Visita                 | Estadio             | Fecha            | Hora    | TV               |
| ----------------- | --------- | ---------------------- | ------------------- | ---------------- | ------- | ---------------- |
| Sporting Cristal  | 0 – 0     | Real Garcilaso         | Alberto Gallardo    | 16 de septiembre | 15:00   | Gol Perú, Latina |
| Sport Rosario     | 1 – 1     | Universidad San Martín | Rosas Pampa         | 16 de septiembre | 17:45   | Gol Perú         |
| Unión Comercio    | 2 – 2     | Deportivo Municipal    | IPD Nueva Cajamarca | 17 de septiembre | 11:00   | Gol Perú         |
| Ayacucho          | 1 – 2     | Alianza Lima           | Ciudad de Cumaná    | 17 de septiembre | 13:15   | Gol Perú         |
| Universitario     | 2 – 0     | Juan Aurich            | Monumental          | 17 de septiembre | 15:30   | Gol Perú, Latina |
| Academia Cantolao | 1 – 1     | Sport Huancayo         | Miguel Grau         | 17 de septiembre | 18:15   | Gol Perú         |
| Melgar            | 2 – 0     | Alianza Atlético       | Mariano Melgar      | 18 de septiembre | 13:15   | Gol Perú         |
| UTC               | 2 – 0     | Comerciantes Unidos    | Héroes de San Ramón | 18 de septiembre | 15:30   | Gol Perú         |

| Fecha 5                | Fecha 5   | Fecha 5           | Fecha 5                   | Fecha 5          | Fecha 5 | Fecha 5          |
| Local                  | Resultado | Visita            | Estadio                   | Fecha            | Hora    | TV               |
| ---------------------- | --------- | ----------------- | ------------------------- | ---------------- | ------- | ---------------- |
| Universidad San Martín | 0 – 2     | UTC               | Alberto Gallardo          | 22 de septiembre | 13:15   | Gol Perú         |
| Comerciantes Unidos    | 3 – 0     | Academia Cantolao | Juan Maldonado Gamarra    | 22 de septiembre | 15:30   | Gol Perú         |
| Juan Aurich            | 1 – 1     | Alianza Atlético  | Francisco Mendoza Pizarro | 23 de septiembre | 12:30   | Gol Perú         |
| Melgar                 | 2 – 0     | Ayacucho          | Mariano Melgar            | 23 de septiembre | 15:00   | Gol Perú, Latina |
| Sport Huancayo         | 1 – 1     | Unión Comercio    | Huancayo                  | 24 de septiembre | 11:15   | Gol Perú         |
| Real Garcilaso         | 2 – 1     | Sport Rosario     | Garcilaso de la Vega      | 24 de septiembre | 13:15   | Gol Perú         |
| Alianza Lima           | 2 – 1     | Sporting Cristal  | Alejandro Villanueva      | 24 de septiembre | 15:30   | Gol Perú, Latina |
| Deportivo Municipal    | 3 – 5     | Universitario     | Nacional                  | 23 de noviembre  | 20:00   | Gol Perú         |

| Fecha 6           | Fecha 6   | Fecha 6                | Fecha 6                   | Fecha 6          | Fecha 6 | Fecha 6  |
| Local             | Resultado | Visita                 | Estadio                   | Fecha            | Hora    | TV       |
| ----------------- | --------- | ---------------------- | ------------------------- | ---------------- | ------- | -------- |
| Juan Aurich       | 2 – 0     | Ayacucho               | Francisco Mendoza Pizarro | 27 de septiembre | 11:00   | Gol Perú |
| Unión Comercio    | 3 – 1     | Comerciantes Unidos    | IPD Nueva Cajamarca       | 27 de septiembre | 13:15   | Gol Perú |
| Sport Rosario     | 0 – 1     | Alianza Lima           | Rosas Pampa               | 28 de septiembre | 20:00   | Gol Perú |
| Alianza Atlético  | 1 – 1     | Deportivo Municipal    | Melanio Coloma            | 7 de octubre     | 13:15   | Gol Perú |
| UTC               | 2 – 3     | Real Garcilaso         | Héroes de San Ramón       | 17 de octubre    | 15:30   | Gol Perú |
| Academia Cantolao | 3 – 1     | Universidad San Martín | Miguel Grau               | 18 de octubre    | 13:15   | Gol Perú |
| Sporting Cristal  | 1 – 2     | Melgar                 | Alberto Gallardo          | 18 de octubre    | 15:30   | Gol Perú |
| Universitario     | 2 – 0     | Sport Huancayo         | Monumental                | 18 de octubre    | 19:00   | Gol Perú |

| Fecha 7                | Fecha 7   | Fecha 7           | Fecha 7                | Fecha 7          | Fecha 7 | Fecha 7          |
| Local                  | Resultado | Visita            | Estadio                | Fecha            | Hora    | TV               |
| ---------------------- | --------- | ----------------- | ---------------------- | ---------------- | ------- | ---------------- |
| Deportivo Municipal    | 2 – 1     | Juan Aurich       | Iván Elías Moreno      | 30 de septiembre | 15:00   | Gol Perú, Latina |
| Real Garcilaso         | 1 – 0     | Academia Cantolao | Garcilaso de la Vega   | 1 de octubre     | 11:00   | Gol Perú         |
| Ayacucho               | 5 – 3     | Sporting Cristal  | Ciudad de Cumaná       | 1 de octubre     | 13:15   | Gol Perú         |
| Melgar                 | 2 – 2     | Sport Rosario     | Mariano Melgar         | 1 de octubre     | 13:30   | –                |
| Universidad San Martín | 2 – 0     | Unión Comercio    | Alberto Gallardo       | 2 de octubre     | 13:15   | Gol Perú         |
| Sport Huancayo         | 1 – 1     | Alianza Atlético  | Huancayo               | 2 de octubre     | 15:30   | Gol Perú         |
| Comerciantes Unidos    | 1 – 1     | Universitario     | Juan Maldonado Gamarra | 5 de noviembre   | 15:30   | Gol Perú, Latina |
| Alianza Lima           | 2 – 0     | UTC               | Alejandro Villanueva   | 22 de noviembre  | 19:00   | Gol Perú         |

| Fecha 8             | Fecha 8   | Fecha 8                | Fecha 8                   | Fecha 8       | Fecha 8 | Fecha 8          |
| Local               | Resultado | Visita                 | Estadio                   | Fecha         | Hora    | TV               |
| ------------------- | --------- | ---------------------- | ------------------------- | ------------- | ------- | ---------------- |
| Unión Comercio      | 1 – 2     | Real Garcilaso         | IPD Nueva Cajamarca       | 13 de octubre | 13:15   | Gol Perú         |
| UTC                 | 0 – 0     | Melgar                 | Héroes de San Ramón       | 13 de octubre | 15:30   | Gol Perú         |
| Juan Aurich         | 3 – 2     | Sport Huancayo         | Francisco Mendoza Pizarro | 14 de octubre | 12:30   | Gol Perú         |
| Deportivo Municipal | 3 – 2     | Sporting Cristal       | Iván Elías Moreno         | 14 de octubre | 15:00   | Gol Perú, Latina |
| Sport Rosario       | 3 – 0     | Ayacucho               | Rosas Pampa               | 14 de octubre | 17:45   | Gol Perú         |
| Academia Cantolao   | 1 – 1     | Alianza Lima           | Miguel Grau               | 14 de octubre | 20:00   | Gol Perú         |
| Alianza Atlético    | 3 – 2     | Comerciantes Unidos    | Melanio Coloma            | 15 de octubre | 13:45   | Gol Perú         |
| Universitario       | 2 – 1     | Universidad San Martín | Monumental                | 15 de octubre | 15:30   | Gol Perú, Latina |

| Fecha 9                | Fecha 9   | Fecha 9             | Fecha 9                | Fecha 9       | Fecha 9 | Fecha 9          |
| Local                  | Resultado | Visita              | Estadio                | Fecha         | Hora    | TV               |
| ---------------------- | --------- | ------------------- | ---------------------- | ------------- | ------- | ---------------- |
| Ayacucho               | 2 – 2     | UTC                 | Ciudad de Cumaná       | 20 de octubre | 13:15   | Gol Perú         |
| Comerciantes Unidos    | 3 – 2     | Juan Aurich         | Juan Maldonado Gamarra | 20 de octubre | 15:30   | Gol Perú         |
| Universidad San Martín | 4 – 1     | Alianza Atlético    | Alberto Gallardo       | 21 de octubre | 10:45   | Gol Perú         |
| Sporting Cristal       | 2 – 1     | Sport Rosario       | Alberto Gallardo       | 21 de octubre | 13:00   | Gol Perú         |
| Sport Huancayo         | 3 – 0     | Deportivo Municipal | Huancayo               | 21 de octubre | 13:15   | –                |
| Real Garcilaso         | 1 – 2     | Universitario       | Garcilaso de la Vega   | 21 de octubre | 15:00   | Gol Perú, Latina |
| Melgar                 | 5 – 0     | Academia Cantolao   | Mariano Melgar         | 21 de octubre | 15:00   | –                |
| Alianza Lima           | 1 – 0     | Unión Comercio      | Alejandro Villanueva   | 21 de octubre | 19:30   | Gol Perú         |

| Fecha 10            | Fecha 10  | Fecha 10               | Fecha 10                  | Fecha 10      | Fecha 10 | Fecha 10 |
| Local               | Resultado | Visita                 | Estadio                   | Fecha         | Hora     | TV       |
| ------------------- | --------- | ---------------------- | ------------------------- | ------------- | -------- | -------- |
| Juan Aurich         | 0 – 0     | Universidad San Martín | Francisco Mendoza Pizarro | 24 de octubre | 13:15    | Gol Perú |
| Deportivo Municipal | 1 – 0     | Comerciantes Unidos    | Iván Elías Moreno         | 24 de octubre | 15:30    | Gol Perú |
| Academia Cantolao   | 0 – 0     | Ayacucho               | Miguel Grau               | 24 de octubre | 17:45    | Gol Perú |
| Unión Comercio      | 0 – 2     | Melgar                 | IPD Nueva Cajamarca       | 25 de octubre | 13:15    | Gol Perú |
| UTC                 | 1 – 0     | Sporting Cristal       | Héroes de San Ramón       | 25 de octubre | 15:30    | Gol Perú |
| Universitario       | 2 – 1     | Sport Rosario          | Monumental                | 25 de octubre | 19:00    | Gol Perú |
| Alianza Atlético    | 3 – 2     | Real Garcilaso         | Melanio Coloma            | 26 de octubre | 13:15    | Gol Perú |
| Sport Huancayo      | 4 – 2     | Alianza Lima           | Huancayo                  | 26 de octubre | 15:30    | Gol Perú |

| Fecha 11               | Fecha 11  | Fecha 11            | Fecha 11               | Fecha 11      | Fecha 11 | Fecha 11         |
| Local                  | Resultado | Visita              | Estadio                | Fecha         | Hora     | TV               |
| ---------------------- | --------- | ------------------- | ---------------------- | ------------- | -------- | ---------------- |
| Ayacucho               | 0 – 1     | Unión Comercio      | Ciudad de Cumaná       | 28 de octubre | 12:30    | -                |
| Melgar                 | 2 – 0     | Universitario       | Mariano Melgar         | 28 de octubre | 12:45    | Gol Perú         |
| Universidad San Martín | 1 – 4     | Deportivo Municipal | Alberto Gallardo       | 28 de octubre | 15:00    | Gol Perú, Latina |
| Sport Rosario          | 2 – 1     | UTC                 | Rosas Pampa            | 28 de octubre | 17:45    | Gol Perú         |
| Sporting Cristal       | 3 – 0     | Academia Cantolao   | Alberto Gallardo       | 29 de octubre | 11:00    | Gol Perú         |
| Real Garcilaso         | 5 – 1     | Juan Aurich         | Garcilaso de la Vega   | 29 de octubre | 13:15    | Gol Perú         |
| Alianza Lima           | 3 – 0     | Alianza Atlético    | Alejandro Villanueva   | 29 de octubre | 15:30    | Gol Perú, Latina |
| Comerciantes Unidos    | 2 – 1     | Sport Huancayo      | Juan Maldonado Gamarra | 30 de octubre | 15:30    | Gol Perú         |

| Fecha 12            | Fecha 12  | Fecha 12               | Fecha 12                  | Fecha 12        | Fecha 12 | Fecha 12         |
| Local               | Resultado | Visita                 | Estadio                   | Fecha           | Hora     | TV               |
| ------------------- | --------- | ---------------------- | ------------------------- | --------------- | -------- | ---------------- |
| Sport Huancayo      | 2 – 3     | Universidad San Martín | Huancayo                  | 17 de noviembre | 15:30    | Gol Perú         |
| Deportivo Municipal | 0 – 0     | Real Garcilaso         | Iván Elías Moreno         | 18 de noviembre | 15:00    | Gol Perú, Latina |
| Academia Cantolao   | 1 – 1     | Sport Rosario          | Miguel Grau               | 18 de noviembre | 17:45    | Gol Perú         |
| Unión Comercio      | 1 – 0     | UTC                    | Regional IPD              | 19 de noviembre | 11:00    | Gol Perú         |
| Alianza Atlético    | 0 – 2     | Ayacucho               | Melanio Coloma            | 19 de noviembre | 12:30    | Gol Perú         |
| Juan Aurich         | 2 – 0     | Alianza Lima           | Francisco Mendoza Pizarro | 19 de noviembre | 13:15    | Gol Perú         |
| Universitario       | 2 – 2     | Sporting Cristal       | Monumental                | 19 de noviembre | 15:30    | Gol Perú, Latina |
| Comerciantes Unidos | 1 – 1     | Melgar                 | Juan Maldonado Gamarra    | 20 de noviembre | 15:30    | Gol Perú         |

| Fecha 13               | Fecha 13  | Fecha 13            | Fecha 13             | Fecha 13        | Fecha 13 | Fecha 13         |
| Local                  | Resultado | Visita              | Estadio              | Fecha           | Hora     | TV               |
| ---------------------- | --------- | ------------------- | -------------------- | --------------- | -------- | ---------------- |
| Universidad San Martín | 3 – 2     | Comerciantes Unidos | Alberto Gallardo     | 24 de noviembre | 13:15    | Gol Perú         |
| Real Garcilaso         | 0 – 1     | Sport Huancayo      | Garcilaso de la Vega | 25 de noviembre | 12:30    | Gol Perú, Latina |
| Melgar                 | 4 – 3     | Juan Aurich         | Mariano Melgar       | 25 de noviembre | 15:00    | Gol Perú         |
| UTC                    | 0 – 1     | Academia Cantolao   | Héroes de San Ramón  | 25 de noviembre | 15:30    | –                |
| Sport Rosario          | 0 – 0     | Unión Comercio      | Rosas Pampa          | 25 de noviembre | 17:45    | Gol Perú         |
| Sporting Cristal       | 4 – 0     | Alianza Atlético    | Alberto Gallardo     | 26 de noviembre | 11:00    | Gol Perú         |
| Ayacucho               | 3 – 3     | Universitario       | Ciudad de Cumaná     | 26 de noviembre | 13:45    | Gol Perú         |
| Alianza Lima           | 1 – 0     | Deportivo Municipal | Alejandro Villanueva | 26 de noviembre | 15:30    | Gol Perú, Latina |

| Fecha 14               | Fecha 14  | Fecha 14          | Fecha 14                  | Fecha 14        | Fecha 14 | Fecha 14         |
| Local                  | Resultado | Visita            | Estadio                   | Fecha           | Hora     | TV               |
| ---------------------- | --------- | ----------------- | ------------------------- | --------------- | -------- | ---------------- |
| Unión Comercio         | 2 – 2     | Academia Cantolao | Regional IPD              | 28 de noviembre | 13:15    | Gol Perú         |
| Comerciantes Unidos    | 2 – 3     | Real Garcilaso    | Juan Maldonado Gamarra    | 28 de noviembre | 15:30    | Gol Perú         |
| Alianza Atlético       | 1 – 4     | Sport Rosario     | Melanio Coloma            | 29 de noviembre | 13:15    | Gol Perú         |
| Deportivo Municipal    | 1 – 1     | Melgar            | Iván Elías Moreno         | 29 de noviembre | 15:30    | Gol Perú         |
| Universidad San Martín | 1 – 2     | Alianza Lima      | Miguel Grau               | 29 de noviembre | 19:00    | Gol Perú, Latina |
| Juan Aurich            | 2 – 1     | Sporting Cristal  | Francisco Mendoza Pizarro | 30 de noviembre | 13:15    | Gol Perú         |
| Sport Huancayo         | 1 – 1     | Ayacucho          | Huancayo                  | 30 de noviembre | 15:30    | Gol Perú         |
| Universitario          | 3 – 1     | UTC               | Monumental                | 30 de noviembre | 19:00    | Gol Perú         |

| Fecha 15          | Fecha 15  | Fecha 15               | Fecha 15             | Fecha 15       | Fecha 15 | Fecha 15          |
| Local             | Resultado | Visita                 | Estadio              | Fecha          | Hora     | TV                |
| ----------------- | --------- | ---------------------- | -------------------- | -------------- | -------- | ----------------- |
| Real Garcilaso    | 2 – 1     | Universidad San Martín | Garcilaso de la Vega | 3 de diciembre | 15:00    | Movistar Música   |
| Academia Cantolao | 1 – 0     | Universitario          | Miguel Grau          | 3 de diciembre | 15:00    | Movistar Deportes |
| Alianza Lima      | 2 – 0     | Comerciantes Unidos    | Alejandro Villanueva | 3 de diciembre | 15:00    | Gol Perú, Latina  |
| Sport Rosario     | 2 – 0     | Juan Aurich            | Rosas Pampa          | 3 de diciembre | 15:00    | -                 |
| UTC               | 2 – 0     | Alianza Atlético       | Héroes de San Ramón  | 3 de diciembre | 15:00    | -                 |
| Melgar            | 4 – 0     | Sport Huancayo         | Mariano Melgar       | 3 de diciembre | 15:00    | -                 |
| Ayacucho          | 1 – 1     | Deportivo Municipal    | Ciudad de Cumaná     | 3 de diciembre | 15:00    | -                 |
| Sporting Cristal  | 2 – 0     | Unión Comercio         | Alberto Gallardo     | 3 de diciembre | 15:00    | -                 |

| Alianza Lima Campeón Clasificado a la Final nacional Clasificado a la Fase de Grupos de la Copa Libertadores 2018 |

## Goleadores
A continuación se muestra una lista con los máximos anotadores durante el torneo, de acuerdo a la página web oficial.
| Pos. | Jugador               | Equipo                 | Goles | PJ |
| ---- | --------------------- | ---------------------- | ----- | -- |
| 1    | Mauricio Montes       | Sport Huancayo         | 8     | 11 |
| 2    | Irven Ávila           | Sporting Cristal       | 8     | 13 |
| 2    | Alexi Gómez           | Universitario          | 8     | 13 |
| 4    | Carlos Pérez          | Comerciantes Unidos    | 8     | 15 |
| 5    | Wilmer Aguirre        | Juan Aurich            | 7     | 13 |
| 5    | Luis Tejada           | Universitario          | 7     | 13 |
| 7    | Cristian Bogado       | Unión Comercio         | 7     | 14 |
| 7    | Danilo Carando        | Real Garcilaso         | 7     | 14 |
| 7    | José Carlos Fernández | Deportivo Municipal    | 7     | 14 |
| 10   | Alexander Succar      | Universidad San Martín | 6     | 13 |

- Fuente: SoccerWay